# Parque nacional Koreelah
El Parque Nacional Koreelah es un parque nacional en Nueva Gales del Sur (Australia), ubicado a 631 km al norte de Sídney, cerca de la Costa dorada.
El parque protege una de las selvas con más lluvia del oeste de Australia, catalogadas por la Unesco como patrimonio de la humanidad. Entre los animales en peligro que habitan la zona se incluyen loros y otras aves, así como los Ualabí. El parque está ubicado en áreas de los pueblos aborígenes Githabul y Muli Muli.